# Перхлорна киселина
Перхлорна киселина је веома јака неорганска киселина и јако оксидационо средство. Њена молекулска формула је HClO4. Перхлорна киселина је безбојна непостојана течност чија је тачка топљења -112 °C, тачка кључања 39 °C, а густина 1,76 g/cm³. На температури око 90 °C експлозивно се распада. Са водом се меша без ограничења.
Перхлорна киселина се користи у хемијској анализи за уклањање матерјала органског порекла. 
Од соли ове киселине највећу примену имају перхлорат амонијака и калијума.
Молекулска маса перхлорне киселине је приближно 100,5 u